# Frank Løke
Frank Løke (ur. 6 lutego 1980 w Sandefjordzie) – norweski piłkarz ręczny, wielokrotny reprezentant kraju, gra na pozycji obrotowego. Obecnie jest zawodnikiem TuS Nettelstedt-Lübbecke.
Jego siostra Heidi Løke również uprawia piłkę ręczną, jest reprezentantką Norwegii.
Jesienią 2018 brał udział w 14. edycji programu Skal vi danse, będącego norweską wersją formatu Dancing with the Stars. Jego partnerką taneczną była Tone Jacobsen. 17 września został zdyskwalifikowany z dalszego udziału w konkursie z powodu skandalicznego występu w jednym z odcinków – wykonał taniec, mając na sobie jedynie strój kąpielowy inspirowany kreacją Borata, co spotkało się z oburzeniem wśród telewidzów.

## Sukcesy
- 2008, 2009: mistrzostwo Szwajcarii
- 2009: puchar Szwajcarii

## Nagrody indywidualne
- 2008: najlepszy obrotowy mistrzostw Europy (Norwegia)